# Gaultheria tomentosa
Gaultheria tomentosa är en ljungväxtart som beskrevs av Carl Sigismund Kunth. Gaultheria tomentosa ingår i släktet Gaultheria och familjen ljungväxter. Inga underarter finns listade i Catalogue of Life.